# Chah-e Nazabad
Chah-e Nazabad (em persa: چاه نازئ اباد, também romanizada como Chāh-e Nāz’ābād) é uma aldeia do distrito rural de Faragheh, no condado de Abarkuh, na província de Yazd, Irã.